# حدیقةالحقیقه

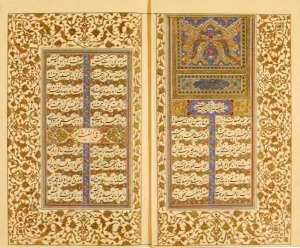
حدیقةالحقیقه

مثنوی حَدیقةالحَقیقه و شریعةالطریقه یا فخري نامه يا الهی‌نامه منظومه‌ای است به فارسی، سرودهٔ سنایی غزنوی با مضمون عارفانه. سنایی سرایش آن را در سال ۵۲۴ ه‍.ق آغاز کرد و در سال ۵۲۵ ه‍.ق به پایان رساند. این مثنوی دارای ده هزار بیت در ده باب است؛ و در بحر خفیف مسدس محذوف (فعلاتن مفاعلن فعلن) سروده شده‌است.
موضوعات این کتاب، علاوه بر ستایش خدا و پیامبر و خاندان و اصحاب او، دربارهٔ عقل و علم و حکمت و عشق است.
حدیقةالحقیقه نخستين بار توسط محمدتقی مدرس رضوی تصحیح و چاپ شده‌است. تصحيحی از تحرير کوتاه آن (حدود پنج هزار بيت) که به نظر می‌رسد آخرين ويرايش شاعر بر کتاب بوده توسط مريم حسينی در سال ۱۳۸۲ صورت گرفت و مرکز نشر دانشگاهی آن را منتشر کرد. تصحیح دیگری از تحرير بلند اين اثر توسط محمدجعفر یاحقی و مهدی زرقانی در سال ۱۳۹۸ توسط انتشارات سخن منتشر شده‌است.

## تأثیر بر آثار بعدی
در مقایسه با دیگر آثار پر ارزش سنایی هم چون غزل‌ها و قصائدش، حدیقةالحقیقه از همه بلندنام‌تر و مورد قبول طبایع مردمان بیش‌تری در طول سده‌های متوالی بوده‌است.
حدیقه الحقیقه از منظومه‌هایی است که بر بسیاری از شاعران تأثیر گذارده‌است. سنایی با سرودن این منظومه، باب تازه‌ای را در سرایش منظومه‌های عرفانی در تاریخ ادب و عرفان گشود.
شاعران بزرگی همچون خاقانی و نظامی به ترتیب تحفةالعراقین و مخزن‌الاسرار را تحت تأثیر مستقیم این منظومه سرودند و سال‌ها بعد، عطار و مولوی سرایش مثنوی‌های عرفانی را به اوج تکامل رساندند.
یاران مولانا که در مدرسه او جمع می‌آمدند، گاهی به مطالعهٔ الهی‌نامهٔ حکیم غزنه که مولانا به آن علاقه داشت روی می‌آوردند.
در ادب فارسی و ادبیات عرفانی به اثری دیگر نیز به همین نام برمی‌خوریم که در شمار آثار خانقاهی شیخ احمد جام (ژنده پیل) است. این حدیقه منثور است و به قلم قطب الدین محمد بن مطهر بن احمدجام نامقی (۵۷۷–۶۶۷ هجری) نگاشته شده‌است.

## حدیقه‌ای دیگر!
در گسترهٔ ادب فارسی و به ویژه در قلمرو ادبیات عرفانی، اثری دیگر ـ و البته مهم و قابل توجّه اهل نظر ـ به نام حدیقة الحقیقة وجود دارد که قریب به یک قرن پس از حدیقهٔ سنایی به قلم یکی از نوادگان دانشی شیخ جام به نام قطب‌الدّین محمد بن مطهر جامی تصنیف گردیده‌است.

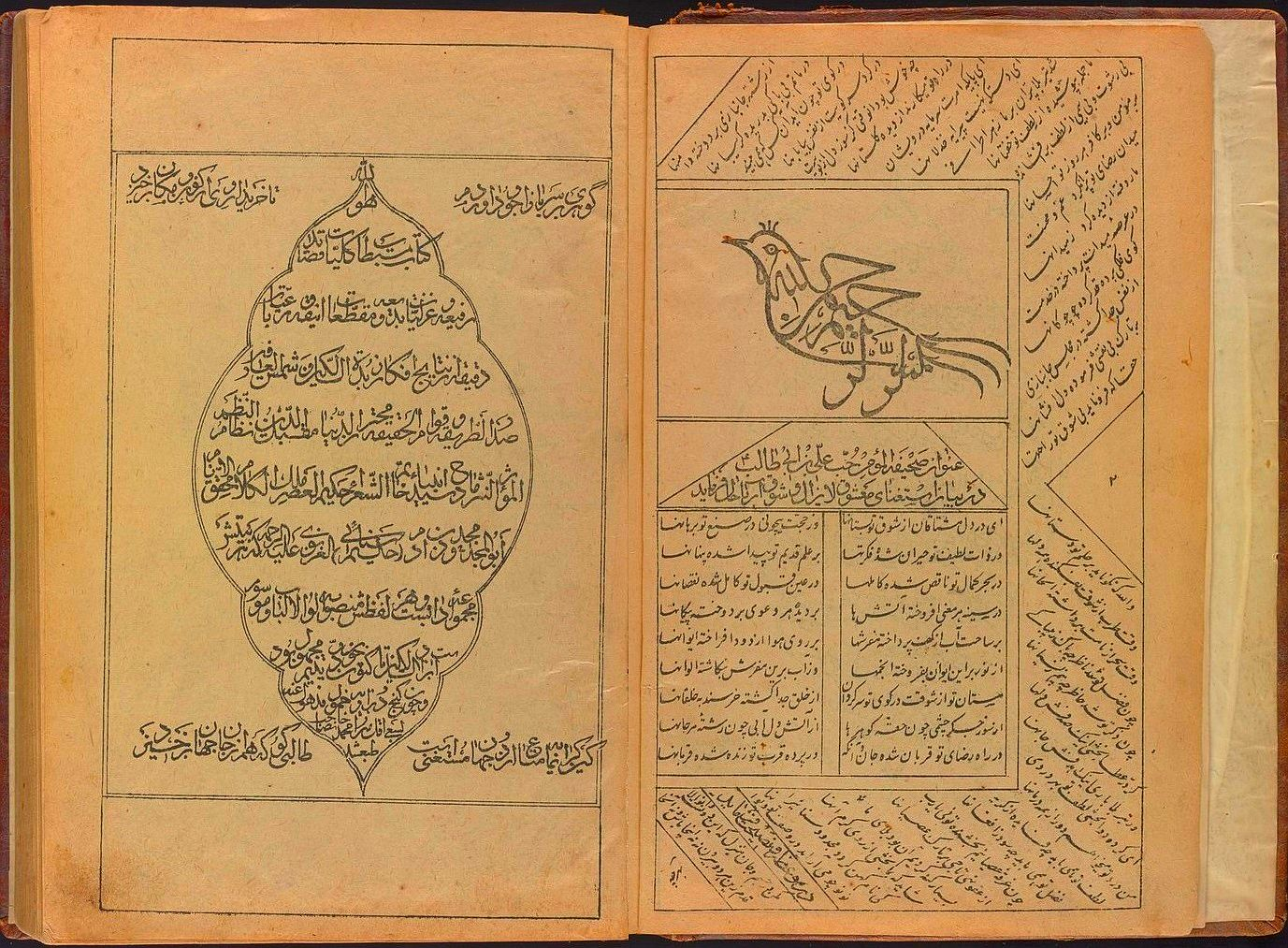
چاپ سنگی حدیقهٔ سنایی

این اثر علاوه بر هم‌نامی با اثر گران‌سنگ سنایی، از جهت مضمون و هدفِ کلّی نیز با حدیقهٔ سنایی همانندی‌هایی دارد. این «حدیقه» نیز گنجینه و مجموعه‌ای از مسایل حکمت عملی و جلوه‌ها و آرای عرفانی است که به ضرورت زمان و برای دستگیری و ره‌جویی مریدان و هدایت طالبان نگارش یافته‌است.
امّا جز این شباهتِ نام و همانندی کلّی در مضمون و هدف، این دو اثر در زبان و ساختار تفاوت‌هایی در خور توجّه دارند. اساساً «حدیقهٔ قطب‌الدّین محمد» به نثر است که البته نویسنده در لابلای نثر سلیس و گرم آن به مناسبت موضوع و به تناسب حال و مقام از زبانِ شعر ـ به خصوص اشعار شیخ جام و فرزندان وی ـ بهره جسته‌است.
علاوه بر این تفاوت زبانی، این دو اثر از نظر ساختار و تعداد باب‌ها نیز با یکدیگر متفاوتند. حدیقهٔ سنایی دارای یک مقدمه و دَه باب است در حالی‌که حدیقهٔ قطب‌الدّین علاوه بر مقدمه مصنّف دارای چهارده باب با فصل‌های متعدد و متنوع است.
نهایتاً لازم به یادآوری است که شخصیّت و اشعار سنایی غزنوی همواره در بین خاندان شیخ احمد جام ژنده پیل مورد تکریم و توجّه بوده‌است و بعید نیست که این نوادهٔ دانشی ژنده‌پیل خواسته‌است طرحی دیگر از حدیقه را که مقرون به زمان و زبان و نیازهای فکری عصر خود باشد، دراندازد.
(برگرفته از مقدمهٔ حدیقة الحقیقه قطب الدین محمد بن مطهر / دکتر حسن نصیری جامی)